# Regering-Santer
De regering-Santer was van 20 juli 1984 tot 20 januari 1995 aan de macht in het Groothertogdom Luxemburg.
- Jacques Santer (Chrëschtlech Sozial Vollekspartei) volgde op 20 juli 1984 Pierre Werner (CSV) op als President van de Regering (dit wil zeggen premier). Alle drie de kabinetten die door Jacques Santer werden geleid waren coalities van zijn eigen Chrëschtlech Sozial Vollekspartei en de Lëtzebuerger Sozialistesch Aarbechterpartei (LSAP) van Jacques Poos.
- Jacques Santer trad op 20 januari 1995 als premier af, omdat hij voorzitter van de Europese Commissie werd (Commissie-Santer).
- Op 14 juli 1989 werd het ambt van President van de Regering vervangen door dat van premier.

## Samenstelling
|                                                     | Jacques Santer       | President van de Regering en minister van Financiën                                                                        | CSV  |
|                                                     | Jacques Poos         | Vicepremier, minister van Buitenlandse Zaken, Buitenlandse Handel, Coöperatie, Wetenschap, Middenstand en Begrotingszaken  | LSAP |
|                                                     | Benny Berg           | Minister van Volksgezondheid en Sociale Zekerheid                                                                          | LSAP |
|                                                     | Robert Krieps        | Minister van Justitie, Cultuur en Milieu                                                                                   | LSAP |
|                                                     | Fernand Boden        | Minister van Onderwijs en Toerisme                                                                                         | CSV  |
|                                                     | Jean Spautz          | Minister van Binnenlandse Zaken, Familie, Sociale Woningbouw en Sociale Solidariteit                                       | CSV  |
|                                                     | Jean-Claude Juncker  | Minister van Arbeid en onderminister van Financiën (Begrotingszaken)                                                       | CSV  |
|                                                     | Marcel Schlechter    | Minister van Transport, Openbare Werken en Energie                                                                         | LSAP |
|                                                     | Marc Fischbach       | Minister van Landbouw, Wijnbouw, het Leger, Openbare Wetgeving en Sport                                                    | CSV  |
|                                                     | Johny Lahure         | Staatssecretaris van Economische Zaken                                                                                     | LSAP |
|                                                     | René Steichen        | Staatssecretaris van Landbouw en Wijnbouw                                                                                  | CSV  |
|                                                     | Robert Goebbels      | Staatssecretaris van Buitenlandse Zaken, Buitenlandse Handel, Coöperatie en Middenstand                                    |      |
| Santer-Poos II (14 juli 1989 - 9 december 1992)     |                      | |      |
|                                                     | Jacques Santer       | President van de Regering, minister van Cultuur en Begrotingszaken                                                         | CSV  |
|                                                     | Jacques Poos         | Vicepremier, Buitenlandse Zaken, Buitenlandse Handel, Coöperatie en het Leger                                              | LSAP |
|                                                     | Fernand Boden        | Minister van Familie, Solidariteit, Middenstand en Toerisme                                                                | CSV  |
|                                                     | Jean Spautz          | Minister van Binnenlandse Zaken, Woningbouw en Urbanisatie                                                                 | CSV  |
|                                                     | Jean-Claude Juncker  | Minister van Arbeid en Financiën                                                                                           | CSV  |
|                                                     | Alex Bodry           | Minister van Planning, Energie en Communicatie                                                                             | LSAP |
|                                                     | René Steichen        | Minister van Landbouw, Wijnbouw, Landelijke Ontwikkeling het Leger, Openbare Wetgeving en Sport; onderminister van Cultuur | CSV  |
|                                                     | Johny Lahure         | Minister van Volksgezondheid, Sociale Zekerheid, Sport en Jeugd                                                            | LSAP |
|                                                     | Mady Delvaux-Stehres | Staatssecretaris van Volksgezondheid, Sociale Zekerheid, Soprt en Jeugd                                                    | CSV  |
|                                                     | Georges Wohlfart     | Staatssecretaris van Buitenlandse Zaken, Buitenlandse Handel, Coöperatie en het Leger                                      |      |
| Santer-Poos III (9 december 1992 - 9 december 1992) |                      | |      |
|                                                     |                      | |      |
| Santer-Poos III (9 december 1992 - 26 januari 1995) |                      | |      |
|                                                     | Jacques Santer       | President van de Regering en minister van Cultuur                                                                          | CSV  |
|                                                     | Jacques Poos         | Vicepremier, minister van Buitenlandse Zaken, Buitenlandse Handel en Coöperatie                                            | LSAP |
|                                                     | Fernand Boden        | Minister van Familie, Solidariteit, Middenstand, Toerisme en Openbare Wetgeving                                            | CSV  |
|                                                     | Jean Spautz          | Minister van Binnenlandse Zaken en Woningbouw                                                                              | CSV  |
|                                                     | Jean-Claude Juncker  | Minister van Binnenlandse Zaken en Woningbouw                                                                              | CSV  |
|                                                     | Johny Lahure         | Minister van Volksgezondheid en Milieu                                                                                     | LSAP |
|                                                     | Robert Goebbels      | Minister van Economische Zaken, Openbare Werken en Energie                                                                 | LSAP |
|                                                     | Alex Bodry           | Minister van Planning, het Leger, Sport en Jeugd                                                                           | LSAP |
|                                                     | Marie-Josée Jacobs   | Minister van Landbouw, Wijnbouw, Landelijke Ontwikkeling; onderminister van Cultuur                                        | CSV  |
|                                                     | Mady Delvaux-Stehres | Minister van Sociale Zekerheid, Transport en Communicatie                                                                  | LSAP |
|                                                     | Georges Wohlfart     | Staatssecretaris van Buitenlandse Zaken, Buitenlandse Handel, Coöperatie en Openbare Werken                                | LSAP |